# Modernitet
Se även modern tid, modernism och mode.
Modernitet är ett begrepp som betecknar den samhällsordning som växte fram ur upplysningen och befästes under industrialiseringen i Storbritannien, baserat på rationella/vetenskapliga principer, individuella rättigheter och etablerade politiska system.

## Historik

### Tidigt användande
Ordet modernitet har många ursprung. Innebörden tolkas ganska fritt och olika i olika discipliner och synsätt. Ordet modern användes i dess latinska namn (modernus) redan runt år 400 för att markera skillnaden mellan nuet, det nuvarande kristna samhället och det dåvarande, det romerska och, i Sverige hedniska, trossamhället.

### Under renässansen och upplysningen
Begreppet modernitet och dess betydelse började dock att få sin utformning i renässansen och främst i och med upplysningen under sena 1700-talet. Dock redan på 1600-talet hade bland andra Francis Bacon och René Descartes tänkt igenom idéerna om ett modernt samhälle. Upplysningens tid banade väg för det förnuftiga och rationella tänkandet: ”Hävdandet av förnuftets rätt att kritiskt granska och underkänna oreflekterad, självklar, och av traditionen legitimerad kunskap”.
Från och med upplysningens 1700-tal och framåt, formligen exploderade det av utvecklingsteorier, rationaliseringar inom vetenskapen, synen på objektivitetens betydelse, och individualiseringen. Kyrkans ord var inte längre lag och denna utveckling ledde senare mot att samhällets funktioner stärktes. Runt om i Europa tog industrialiseringen fart, främst i Frankrike och England.
Modernitet kan jämföras med dess motsats: tradition, där man ser det traditionella som något oföränderligt och stabilt, platsbundet och kollektivt. Moderniteten får här vara det innovativa, individuella och rörliga.
Dessa tankar om att människan själv kan, genom vetenskapen, förändra och förbättra sin omvärld fick starkt fäste bland de lärda.
I och med medvetenheten kring det egna samhället och den individuella funktionen i det började alltså modernitetens filosofi att tillämpas praktiskt. Det blev viktigt att ha en rörlig offentlighet där idéer och tankar fick flöda fritt, relativt oberoende av den individuella kulturella identiteten. Det offentliga öppnades mer i och med den växande medelklassen. Ett nytt samhälle växte fram. Tidningar, gemensamma arbetsplatser och den ökade folkbildningen bidrog till att samhället efterhand blev mer demokratiskt. Dessa föreställningar spreds och började användas i politiken och resulterade bland annat i den franska revolutionen.

### 1800-talet
Under 1800-talets snabba samhällsförändringar befästes moderniteten i samhället, det fanns en stark framtidstro. De kulturella gränserna suddades ut en aning; en samhällssyn växer fram där vetenskap och teknik prioriteras framför traditionella föreställningar.
Tänkare som Karl Marx och Goethe kan ses som modernitetens barn då de uppfattade det moderna livet som en sammanhängande helhet.
Det gavs inte samma utrymme att skilja på ”folk och folk”. I teorin skulle man, oberoende av samhällsklass, religionstillhörighet och kulturell bakgrund, ha samma möjlighet att påverka samhällsuppbyggnaden. I praktiken reserverades dock denna rättighet till de bildade och man ansåg att arbetarna som måste utföra kroppligt arbete varken hade tid eller bildning att formulera relevanta åsikter.

### 1900-talet - nutid

#### Det tidiga 1900-talet
Det moderna samhället präglades av ett nytänkande där individen ifrågasatte alla tidigare teorier och rådande omständigheter i samhället. Visionen i den moderna tidsperioden var att med hjälp av politik kunna lösa många av samhällets problem vilket skapade en solidaritetskänsla mellan människor. Under tidiga 1900-talet tar sig moderniteten uttryck även i Sverige och banar väg mot ett demokratiskt samhälle. Det finns åtskilliga exempel på modernitet i samtiden där människor förväntas att konstant öka sina kunskaper och kompetens för att kunna hänga med utvecklingen. Det ställs krav på individerna privat, men framförallt i arbetslivet. Vi ska vara allt på en och samma gång för att bli så attraktiva som möjligt på arbetsmarknaden och inte minst socialt.

#### Det sena 1900-talet
Runt 1960-talet börjar samhällsvetenskaperna utveckla ett kritiskt perspektiv på modernitet. Bland annat ifrågasätts att vetenskapen skall ses som den enda och allmängiltiga måttstocken för alla människor, och ur detta utvecklades begreppet postmodernism. Modernitetsbegreppet börjar senare under 1900-talet också kritiseras ur ett feministiskt perspektiv. I denna kritik framhålls att kvinnor i stor utsträckning marginaliserats både i teorin och i praktiken avseende mått på samhällets utveckling.
Alf Hornborg har framfört åsikten att moderniteten på ett grundläggande sätt tar ifrån människor möjligheten att uppleva världen som meningsfull.